# Утынское сельское поселение
Уты́нское сельское поселение — муниципальное образование в южной части Выгоничского района Брянской области. Центр — посёлок Деснянский.
Образовано в результате проведения муниципальной реформы в 2005 году, путём слияния дореформенных Утынского и Уручьенского сельсоветов.

## Население
| 2010 | 2011  | 2012  | 2013  | 2014 | 2015 | 2016 | 2017 | 2018 |
| ---- | ----- | ----- | ----- | ---- | ---- | ---- | ---- | ---- |
| 1013 | →1013 | ↘1002 | →1002 | ↘983 | ↘955 | ↘947 | ↘943 | ↗947 |
| 2019 | 2020  | 2021  |       |      |      |      |      |      |
| ↘929 | ↘907  | ↘802  |       |      |      |      |      |      |

## Населённые пункты
| № | Населённый пункт | Тип     | Население |
| - | ---------------- | ------- | --------- |
| 1 | Берёзовая Роща   | деревня | ↘28       |
| 2 | Деснянский       | посёлок | ↗479      |
| 3 | Мирковы Уты      | село    | ↘27       |
| 4 | Павловка         | деревня | ↘17       |
| 5 | Саврасовка       | деревня | ↗77       |
| 6 | Удельные Уты     | село    | ↘102      |
| 7 | Уручье           | село    | ↘272      |